# Viertelbogen
Der Viertelbogen ist ein Begriff auf der Klassifizierung der Papierformate.
Da bei der Reihe A das Format A2 als normaler Bogen bezeichnet wird und durch die Halbierung der Seitenlängen jeweils doppelt so viel Seiten in der nächstkleineren Formatklasse entstehen, bezeichnet man ausgehend vom Bogen A2 das Format A3 als Halbbogen und das Format A4 als Viertelbogen.
Auf einem Bogen A2 befinden sich vier Viertelbogen im Format A4, also vier Blatt (acht Seiten) im Format A4. Im Bereich der Drucktechnik hat sich deshalb der Begriff Viertelbogen auch für einen achtseitigen Falzbogen eingebürgert.